# La gran odalisca
La gran odalisca (en francès La Grande Odalisque) és una pintura a l'oli realitzada per Jean Auguste Dominique Ingres el 1814 que mostra una odalisca o concubina. Els contemporanis d'Ingres consideraren l'obra com un trencament de l'autor respecte el neoclassicisme cap a un romanticisme exòtic. L'obra produí una gran crítica quan es mostrà per primer cop. Se la coneix per unes proporcions elongades i la manca de realisme anatòmic.
La pintura és propietat del Museu del Louvre de París, que la comprà el 1899.